# ایزابل کارو
ایزابل کارو (فرانسوی: Isabelle Caro‎؛ زاده ۱۲ سپتامبر ۱۹۸۲  – درگذشته ۱۷ نوامبر ۲۰۱۰) یک هنرپیشه، و مانکن اهل فرانسه بود که به دلیل بیماری آنورکسیا درگذشت.